# Ligne 120 (chemin de fer slovaque)
Pour les articles homonymes, voir Ligne 120.
La ligne 120 des chemins de fer slovaques (slovaque : Železničná trať číslo 120), également dénommée ligne de Bratislava à Žilina (slovaque : Železničná trať Bratislava – Žilina), ou encore ligne de Považie (slovaque : Považská železnica), relie Bratislava à Žilina, à travers la région naturelle de la Považie. La ligne, électrifiée et à double voie, fait partie du Corridor paneuropéen V.

## Histoire

### Mise en service à voie unique
- Bratislava - Svätý Jur, le 27 septembre 1840 (traction hippomobile), section reconstruite pour la traction vapeur en 1872
- Svätý Jur - Trnava, le 1er juin 1846[2]
- Trnava - Nové Mesto nad Váhom, le 2 juin 1876[3]
- Nové Mesto nad Váhom - Trenčín, le 1er mai 1878[4]
- Trenčín - Žilina, le 1er novembre 1883[5]

### Doublement de la voie
- Leopoldov - Žilina en 1904[4]
- Bratislava - Trnava - Leopoldov, le 16 septembre 1941[3]

### Électrification
La ligne présente la particularité d'être électrifiée sous deux tensions différentes, ce du fait de la différence d'époque entre les deux phases d'électrification de la ligne. Le contact entre les deux sections se faisait historiquement à la gare de Dolné Kočkovce, à deux kilomètres au sud de Púchov.
Toutefois, la modernisation récente de la ligne à mené au basculement de la courte section entre ces deux gares, ainsi qu'à l'ensemble du nœud ferroviaire de Púchov vers le 25 kV 50 Hz. Il est prévu à l'avenir de basculer l'entièreté de la ligne, ainsi que son prolongement jusqu'à Košice vers cette tension.

#### Sections électrifiées en3kVDC
- Žilina - Zlatovce, le 2 octobre 1960[6]

#### Sections électrifiées en25kV50Hz
- Bratislava-Rača - Trnava, le 8 juin 1985
- Trnava - Leopoldov, le 30 octobre 1984
- Leopoldov - Veľké Kostoľany, le 26 septembre 1986
- Veľké Kostoľany - Brunovce, le 13 mars 1987
- Brunovce - Trenčín, le 22 janvier 1988
- Trenčín - Dolné Kočkovce, le 28 janvier 1988[7]
- Dolné Kočkovce - Púchov, le 1er août 2015 (Changement de tension de la section)

### Modernisation de la ligne
L'axe reliant Bratislava à Košice est l'unique ligne ferroviaire du pays électrifiée permettant de traverser le pays d'est en ouest. Il s'agit également d'une liaison majeure au niveau européen, se situant entre l'Autriche et l'Ukraine. Toutes ces raisons ont poussé à une modernisation intégrale de l'axe, comprenant l'installation de la signalisation européenne ETCS, la réélectrification au standard 25 kV 50 Hz, l’élévation de la vitesse commerciale via la modernisation des infrastructures et le reprofilage de certaines courbes serrées, ainsi que la sécurisation des gares sur le tracé via la construction de traversées de voies sécurisées (ponts, tunnels), et de quais larges, adaptés aux personnes à mobilité réduite.
Ces travaux, très longs et coûteux (environ 2 milliards d'euros pour la seule ligne 120), sont financés en partie par l'Union européenne, et sont découpés par section de ligne :
- Le tronçon Rača (à proximité de Bratislava) - Šenkvice a été achevé en 2006, pour un montant d'environ 4 millions d'euros par kilomètre[8].
- Le tronçon Zlatovce - Trenčianska Teplá s'est vu retardé de plusieurs années faute de financement suffisant. Ce tronçon fut l'un des plus coûteux, nécessitant environ 20 millions d'euros par kilomètre, ainsi que la construction d'un nouveau pont sur la rivière Váh, peu avant la gare de Trenčin. Si la construction débuta en février 2013, le premier train à franchir le nouveau pont ne circula qu'en mai 2017, des retards liés aux travaux ayant nécessité la destruction de plusieurs habitations, la construction de multiples passages souterrains et le déplacement de nombreuses infrastructures[9].
- Le tronçon Trenčianska Teplá - Beluša (à proximité de Púchov) fut modernisé en mai 2015[10].
- Le tronçon Púchov - Považská Teplá fut l'un des plus complexes à moderniser, cette section étant particulièrement sinueuse, lente et inadaptée, puisque suivant le tracé naturel de la vallée. Il fut ainsi décidé de créer une nouvelle ligne en parallèle permettant aux trains de circuler à 160 km/h, grâce à la construction de trois ponts, dont le plus long mesure 653 mètres, pour franchir à plusieurs reprises la rivière Váh, ainsi que de deux tunnels de 1 081,7 m et 1 861 m de long. La construction de cette nouvelle section a coûté 378,6 millions d'euros, et entraîna la suppression de 4 passages à niveau, la reconstruction de la gare de Nosice à un autre emplacement, et la suppression de la gare de Milochov, la ligne ne passant plus à proximité de la ville. L'ensemble de ces travaux furent terminés en avril 2022, et permirent de réduire de 4 minutes le temps de parcours de la section, raccourcie de 2,7 kilomètres. L'ancienne ligne, désormais abandonnée, sera transformée en une nouvelle route.
- Le tronçon Považská Teplá - Žilina débuta sa modernisation en 2014, et a compris la modernisation des voies existantes, le reprofilage de certaines courbes (un total de 4,1 kilomètres de tracé nouveau), ainsi que la construction de nouveaux passages souterrains pour le public, de 7 nouveaux ponts et de plusieurs kilomètres de murs anti-bruit. L'ensemble de ces modifications furent achevées en février 2018, les trains pouvant désormais circuler jusqu'à 160 km/h sur la section.
- Le raccordement ferroviaire en gare de Žilina est en cours de modernisation jusqu'en 2026, pour un montant de 353,75 millions d'euros. L'achèvement de cette section marquera alors la fin de la modernisation de la ligne 120.

## Galerie

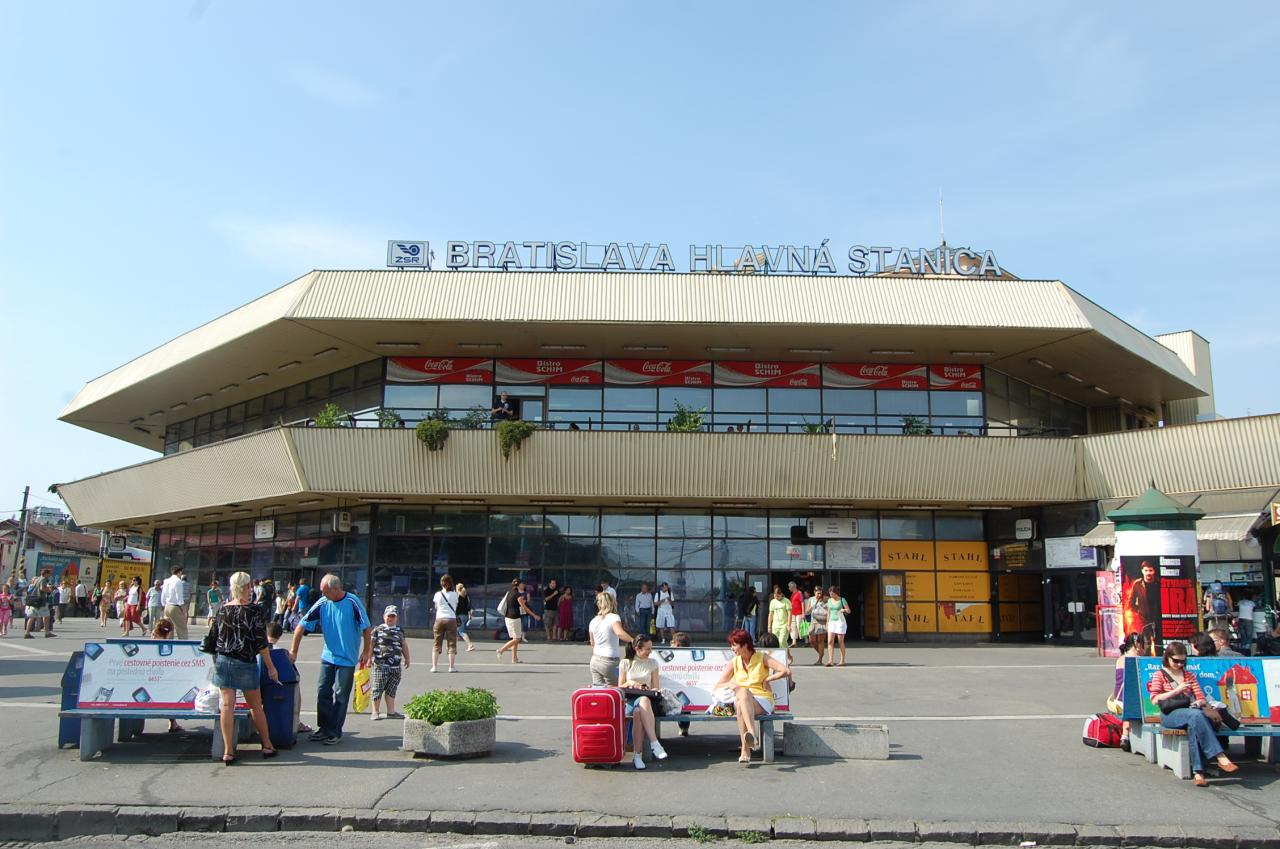
Gare centrale de Bratislava, origine de la ligne.
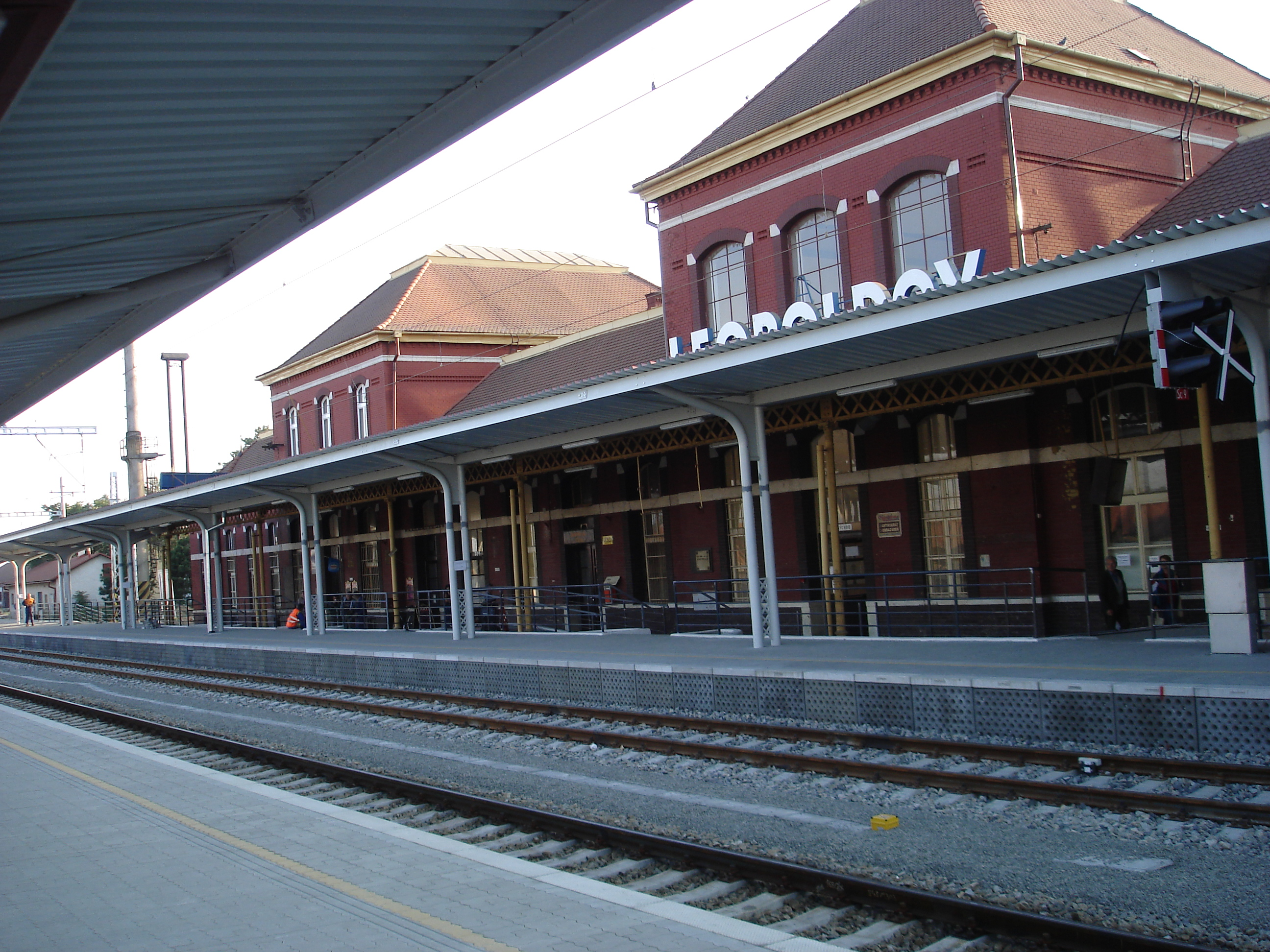
Gare de Leopoldov, au kilomètre 63,64 de la ligne.